# Katastrofa lotu Thai Airways International 365
Katastrofa lotu Thai Airways International 365 – wypadek lotniczy, do którego doszło 31 sierpnia 1987 roku w zatoce nieopodal miasta Phuket. Maszyna Boeing 737-200 narodowych linii lotniczych Tajlandii – Thai Airways wpadła do Zatoki Phuket podczas podejścia do lądowania. Większość pasażerów przeżyła wypadek, jednak zanim zdążyli oni wyjść z tonącego wraku, utonęli – wszystkie 83 osoby znajdujące się na pokładzie.

## Samolot
Samolotem obsługującym lot 365 był Boeing 737-2P5 – starsza wersja najpopularniejszego samolotu pasażerskiego na świecie. Numery rejestracyjne tej maszyny to HS-TBC.

## Przebieg wypadku
Samolot podchodził do lądowania zgodnie z rozkładem lotu. Piloci wysunęli podwozie i rozpoczęli sprawdzanie listy kontrolnej do lądowania. Maszyna leciała na autopilocie w trybie VOR/LOC. Gdy znajdowała się ona na ostatniej prostej podejścia, włącza się alarm zbyt małej wysokości. Piloci rozpoczęli procedurę odejścia na drugi krąg, lecz zanim samolot zaczął się wznosić, maszyna uderzyła w taflę wody, a jej kadłub złamał się na kilka części. Załoga natychmiast rozpoczęła ewakuację, jednak żadne z drzwi nie chciały się otworzyć. Po kilku sekundach wrak samolotu poszedł na dno, a wszyscy na pokładzie utonęli.

## Badanie przyczyn
Śledczy doszli do wniosku, że przyczyną wypadku był błąd pilota. Przyczynami pośrednimi były:
- cofnięcie przez kapitana dźwigni mocy silników do pozycji, w której nie dawały one wystarczającego ciągu,
- zejście poniżej wysokości nieudanego podejścia.

## Ofiary katastrofy
| Narodowość        | Pasażerowie | Załoga | Razem |
| ----------------- | ----------- | ------ | ----- |
| Tajlandia         | 35          | 9      | 44    |
| Malezja           | 30          | -      | 30    |
| Japonia           | 2           | -      | 2     |
| Stany Zjednoczone | 2           | -      | 2     |
| Brak danych       | 5           | -      | 5     |
| Razem             | 74          | 9      | 83    |